# La trayectoria del bumerán
La trayectoria del bumerán es un libro de la escritora británica Agatha Christie, publicado en 1934.

## Argumento
Bobby Jones, hijo del vicario de Marchbolt, una pequeña ciudad al sur del País de Gales juega un día con su amigo, el Dr. Thomas y su bola va a parar al medio de un peñasco. Cuando están buscando la bola encuentran a un hombre desmayado y deducen que la neblina provocó la caída. El Dr. Thomas avala su estado y asevera que el hombre morirá en pocos minutos. Mientras el médico va a buscar ayuda, Bobby se mantiene al lado del moribundo que recupera los sentidos por pocos segundos antes de morir y pregunta: “¿Por qué no se lo pidieron a Evans?”. En la tentativa de identificar a la persona muerta, Bobby descubre en su bolsillo la fotografía de una bella mujer.
La policía encuentra a la mujer de la foto, que dice ser hermana del difunto. Analizando los últimos movimientos del hombre, concluyen que su muerte fue accidental. Pero Bobby reconoce que la persona que se presenta no es la misma de la foto y, junto a su amiga Lady Frances Derwent, que adora aventuras, se empeñan en investigar este interesante misterio.
Bobby y Frances usan una serie de subterfugios para conseguir adentrarse al grupo de personas relacionadas con lo que ellos creen fue un asesinato. Quieren descubrir quién era realmente el hombre asesinado, quién la mujer de la foto, quién es aquella impostora, quién es Evans y cuál la relación entre todos ellos. Acaban por descubrir que en verdad aquel no era el único crimen en la historia y, en fin, tampoco sería el último.
Para investigar, la pareja se mete en una serie de confusiones y situaciones peligrosas, pero al final consiguen descubrir el misterio: la respuesta estaba clara bien cerca de ellos.
- Datos: Q1141184